# Emperor Penguin
 (septembre 2015).
Ne pas confondre le nom anglais du Manchot empereur.
Pour les articles homonymes, voir Penguin.
Emperor Penguin est un duo de musique électronique originaire de Chicago constitué de DJ Lazlo Minimart et Melvoin Stanke.
Leur son est une combinaison d'Electro-Funk. En 1999, ils sortent leur premier album, Shatter the Illusion of Integrity, Yeah. Un deuxième album d'une plus longue durée, Extreme Gaming voit le jour, plus tard dans l'année. Ils ont demandé à leurs fans de voter sur le site de leur label pour déterminer le meilleur titre de leur troisième album qui fut publié en 2000 comme étant Mysterious Pony.

## Discographie
- Shatter the Illusion of Integrity, Yeah (1999)
- Extreme Gaming (1999)
- Mysterious Pony (2000)
- Damn (2001)